# Caesalpinia magnifoliolata
Caesalpinia magnifoliolata är en ärtväxtart som beskrevs av Franklin Post Metcalf. Caesalpinia magnifoliolata ingår i släktet Caesalpinia och familjen ärtväxter. Inga underarter finns listade i Catalogue of Life.